# Smithsonidrilus multiglandularis
Smithsonidrilus multiglandularis är en ringmaskart som beskrevs av Erséus 1990. Smithsonidrilus multiglandularis ingår i släktet Smithsonidrilus och familjen glattmaskar. Inga underarter finns listade i Catalogue of Life.